# Брглес, Дарио
Дарио Брглес (хорв. Dario Brgles; 15 апреля 1977, Копривница, СФРЮ) — хорватский футболист, полузащитник.

## Биография
Воспитанник клуба «Славен Белупо» из родного города Копривница. В 1999 году начал профессиональную карьеру в «Славен Белупо». В сезоне 2002/03 выступал на правах аренды за сплитский «Хайдук», где провёл 10 матчей и вскоре вернулся в «Славен Белупо». В «Хайдуке» стал обладателем Кубка Хорватии и серебряным призёром чемпионата Хорватии. В августе 2005 года перешёл на правах свободного агента в киевский «Арсенал», подписав двухлетний контракт. В Высшей лиге дебютировал 18 сентября 2005 года в выездном матче против запорожского «Металлурга» (2:2). В январе 2006 года был выставлен на трансфер. В «Арсенале» провёл два года после чего вернулся на родину в клуб «Шибеник».
После играл за «Копривницу», «Виноградар» и «Хрватски Драговоляц». С 2009 года является игроком «Крижевцы», клуб выступает в Третьей лиге Хорватии.

## Достижения
- Серебряный призёр чемпионата Хорватии (1): 2002/03
- Обладатель Кубка Хорватии (1): 2002/03